# 黄金山神社 (涌谷町)

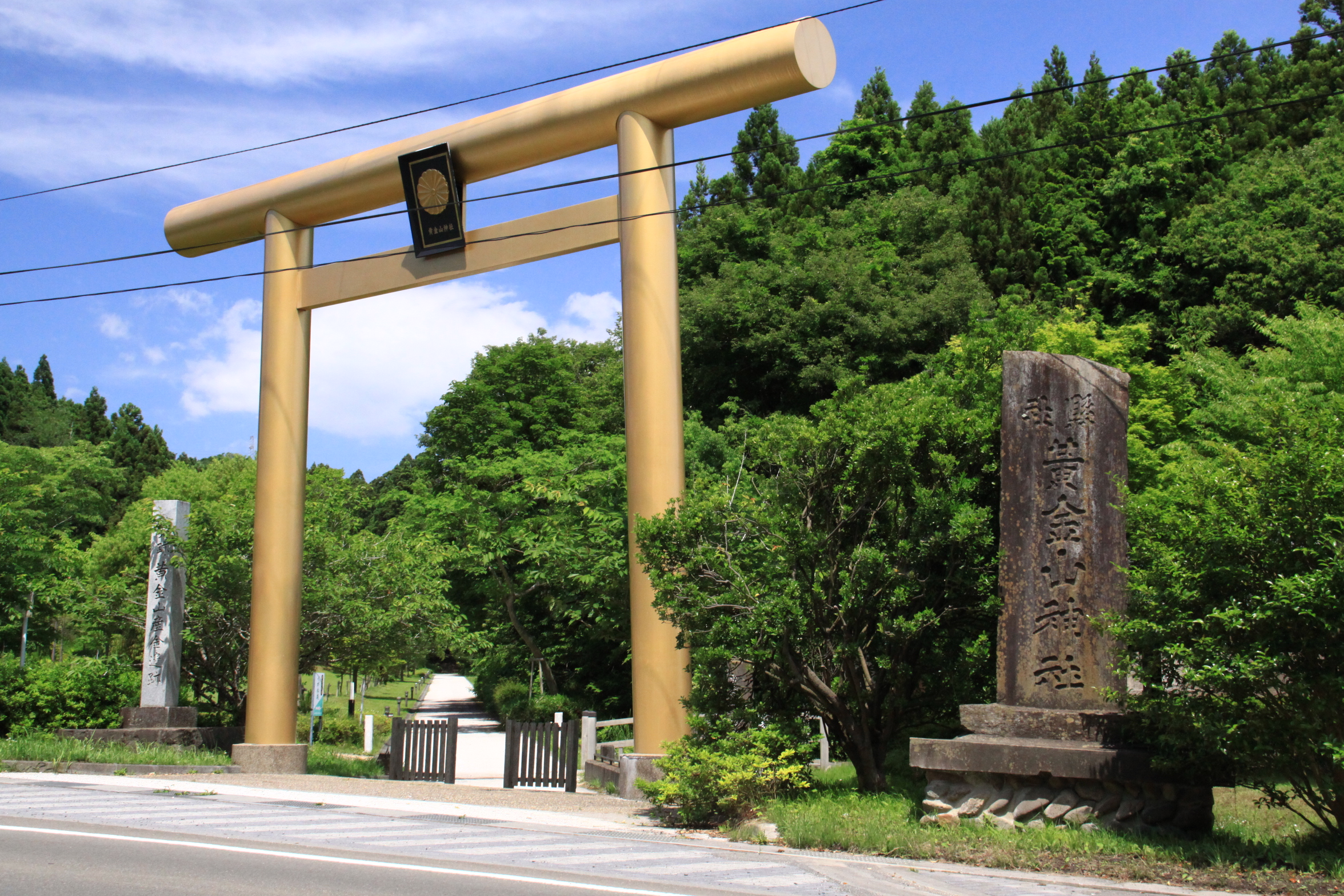
大鳥居と社名標
国道346号に面して立つ黄金鳥居と社名標。

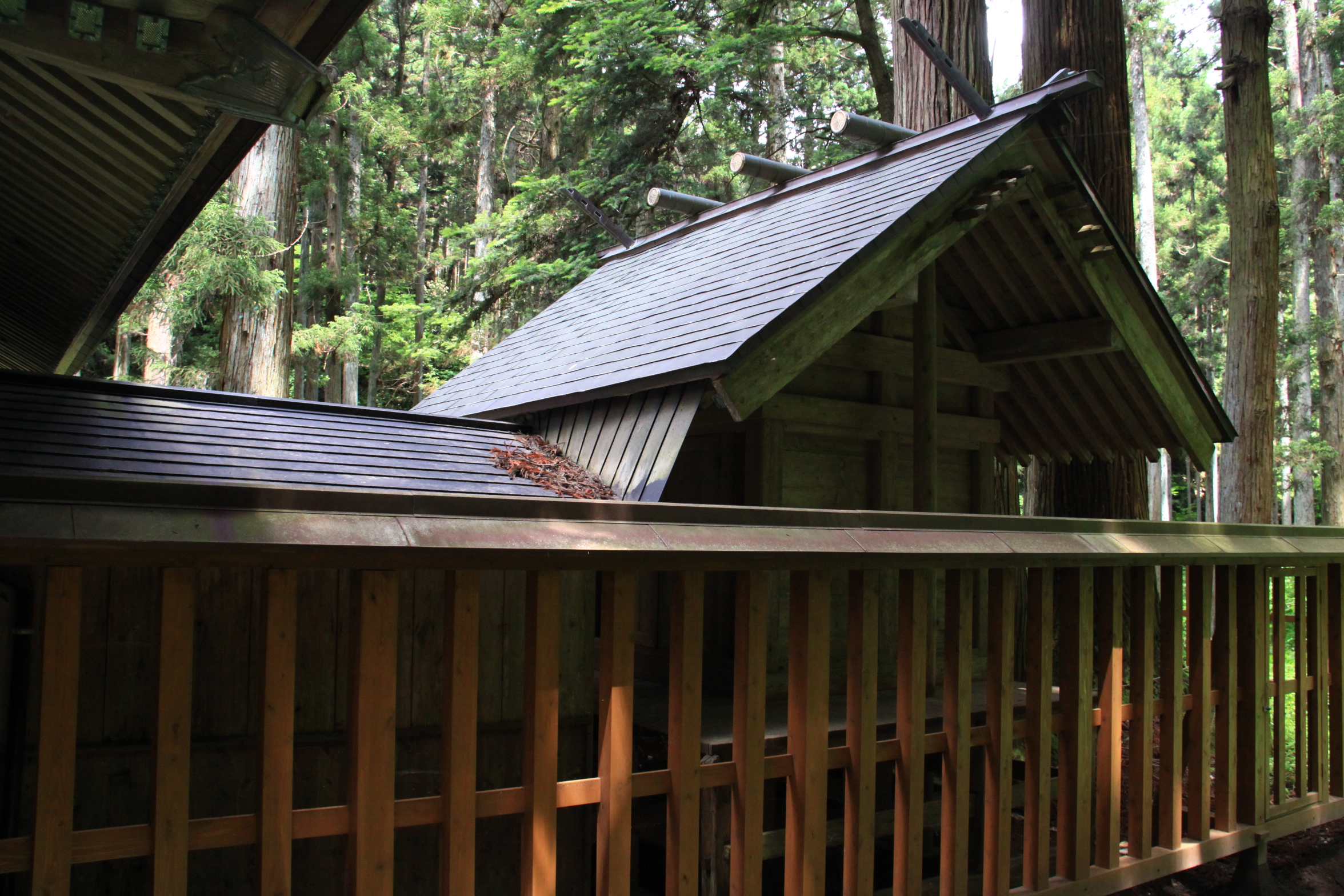
本殿
本殿背後にある2本の杉は御神木。

黄金山神社（こがねやまじんじゃ）は宮城県遠田郡涌谷町黄金迫（こがねはざま）に鎮座する神社。日本で初めて金を産出した場所である。延喜式神名帳の「陸奥国小田郡 黄金山神社」に比定される。旧社格は県社。

## 祭神
主祭神は鉱山神の金山毘古（かなやまひこ）神で、現在は商売繁盛の神として信仰されている。

## 歴史
当地では金が発見される前から神が祀られており、小田郡（現在の遠田郡）の人日下部深淵が、産金当時の神主であった。産金前の名は黄金山でなかったはずだが、不明である。
740年代、平城京で聖武天皇が大仏塗金のための黄金を切望していた。当時、日本国内では金は採れないとされ、全て輸入に頼っていた。まさにその時、陸奥国守百済王敬福が管内の小田郡で産出した黄金900両を貢上した。天平21年（749年）4月22日のことであった。900両もの砂金を収集し、奈良の都まで運ぶためには1年から2年の歳月が必要であり、実際に砂金が発見されたのは747年頃と考えられる。この黄金発見によって東大寺大仏は無事完成し、小田郡は永年、陸奥国は3年間免税とされた。
産金関係者に位が授けられたとき、日下部深淵は外少初位下に叙された。これより後、天平神護年間まで（767年）に、現在の黄金山神社の場所に瓦葺の仏堂が造られた。神社は黄金山神社と名を改め、延喜式に小座として記載された。
中世の黄金山神社の様相は不明である。江戸時代に地元でははじめて黄金が出たところと言い伝えていた。拝殿のみで社殿はなく、黄金山を神体として拝んでいた。拝殿は、奈良時代の仏堂の礎石を流用して建てられていた。江戸時代の後期、1790年頃までは年々祭祀が行われていたが、しだいに止んで荒廃の相を見せつつあった。
しかし、江戸時代には天平の産金地を牡鹿郡（現在の石巻市）の金華山とするのが通説で、その地の金華山黄金山神社が信仰を集めていた。これに対して、江戸時代後期の国学者沖安海は、小田郡黄金山神社の古い礎石と付近に散乱する古瓦に注目した。文化7年（1810年）の『陸奥国小田郡黄金山神社考』で、金の産出に由来する神社は遠田郡涌谷村の黄金山神社であると唱えた。沖は神社が荒れているのを残念に思い、天保6年（1835年）に新たに社殿を建てた。明治31年（1898年）には大槻文彦が『陸奥国遠田郡小田郡沿革考』で沖安海の説を発展させた。
昭和32年（1957年）、東北大学による発掘調査で奈良時代の建築物跡と屋根瓦が検出され、また、地質調査によっても涌谷町の土質に純度の高い良質の砂金が含有されることが判明したことから、小田郡の産金地が当地であることが確実になった。昭和34年（1959年）、附近一帯が「産金遺跡」として県指定の史跡となり、昭和42年（1967年）には「黄金山産金遺跡」として国の史跡に指定された。
明治5年（1872年）5月、県社に列せられた。明治42年（1909年）に現在の社殿が建てられた。

## 祭事
- 1月1日 元旦祭
- 2月17日 祈念祭
- 9月15日 大祭
- 11月23日 新穀感謝祭

## 年表
- 天平21年（749年）正月4日 - 陸奥国が黄金を献上した。
- 天保6年（1835年） - 新たに社殿を建てた。
- 明治5年（1872年）5月 - 県社になった。
- 明治41年（1908年） - 日本黄金始出地碑が建てられた。
- 明治42年（1909年） - 社殿を建てた。
- 昭和32年（1957年） - 発掘調査により産金地と判明。
- 昭和34年（1959年） - 産金遺跡が宮城県の史跡に指定した。
- 昭和42年（1967年） - 産金遺跡が国の史跡に指定された。

## 現地情報
- JR石巻線 涌谷駅から路線バスで約5分。
  - 神社の入口には、遺跡の保存と展示を行う「わくや万葉の里 天平ろまん館」が建てられている。

## 外部サイト
- 黄金山神社公式サイト